# Mont Echia
Le Mont Echia est un affleurement rocheux entièrement constitué de tuf jaune, situé à Pizzofalcone, dans le quartier de San Ferdinando à Naples.
Ce promontoire se détache sur la baie de Naples entre Borgo Santa Lucia à l'est, le quartier de Chiaia à l'ouest et surplombe l'îlot de Megaride au sud.
Les Coumans y fondèrent Pathénope à la fin du VIIIe siècle av. J.-C., bien que la documentation archéologique la plus ancienne remonte entre 750 et 720 av. J.-C., non loin de phases les plus anciennes de Pithecusa (it) et de la ville de Cumes,.

## Historique
Le promontoire s'appelait autrefois Euple ou Emple selon Caecilius Statius. Plus tard, le nom s'est lentement transformé en Epla, Hecle, Ecla, Echa, puis est devenu l'actuel Echia. Certains chercheurs croient plutôt à une dérivation de Hercli, d'Hercules, d'autres du nom d'une nymphe Églé .

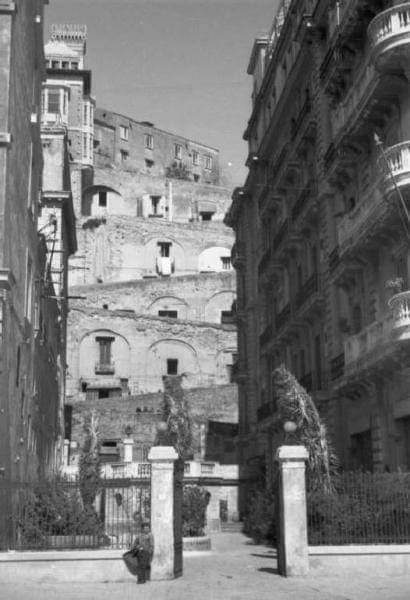
Les rampes de Pizzofalcone (photo de 1935).

La colonie grecque de Parthénope était reliée à la plage et au port par une seule route d'accès.
Incorporée au castrum lucullanu (villa de Lucullus qui s'étendait jusqu'à l'îlot de Megaride) à l'époque impériale, elle abritait les célèbres jardins luculliens, regorgeant de plantes exotiques et d'espèces aviaires rares. L'ancien nom de la montagne était Platamon signifiant « falaise creusée de grottes ». En effet, à l'intérieur du Mont Echia se trouvent d'innombrables cavités dont la tradition antiquaire napolitaine croyait qu'elles étaient habitées depuis la préhistoire et jusqu'à l'époque classique. Ils devinrent par la suite le lieu de rites mithriaques, de cénobites au Moyen Âge et d'orgies au XVIe siècle. Ces derniers provoquèrent un énorme scandale, poussant le vice-roi Pierre Alvarez de Tolède à ordonner leur obstruction.

## Monuments et lieux d'intérêt

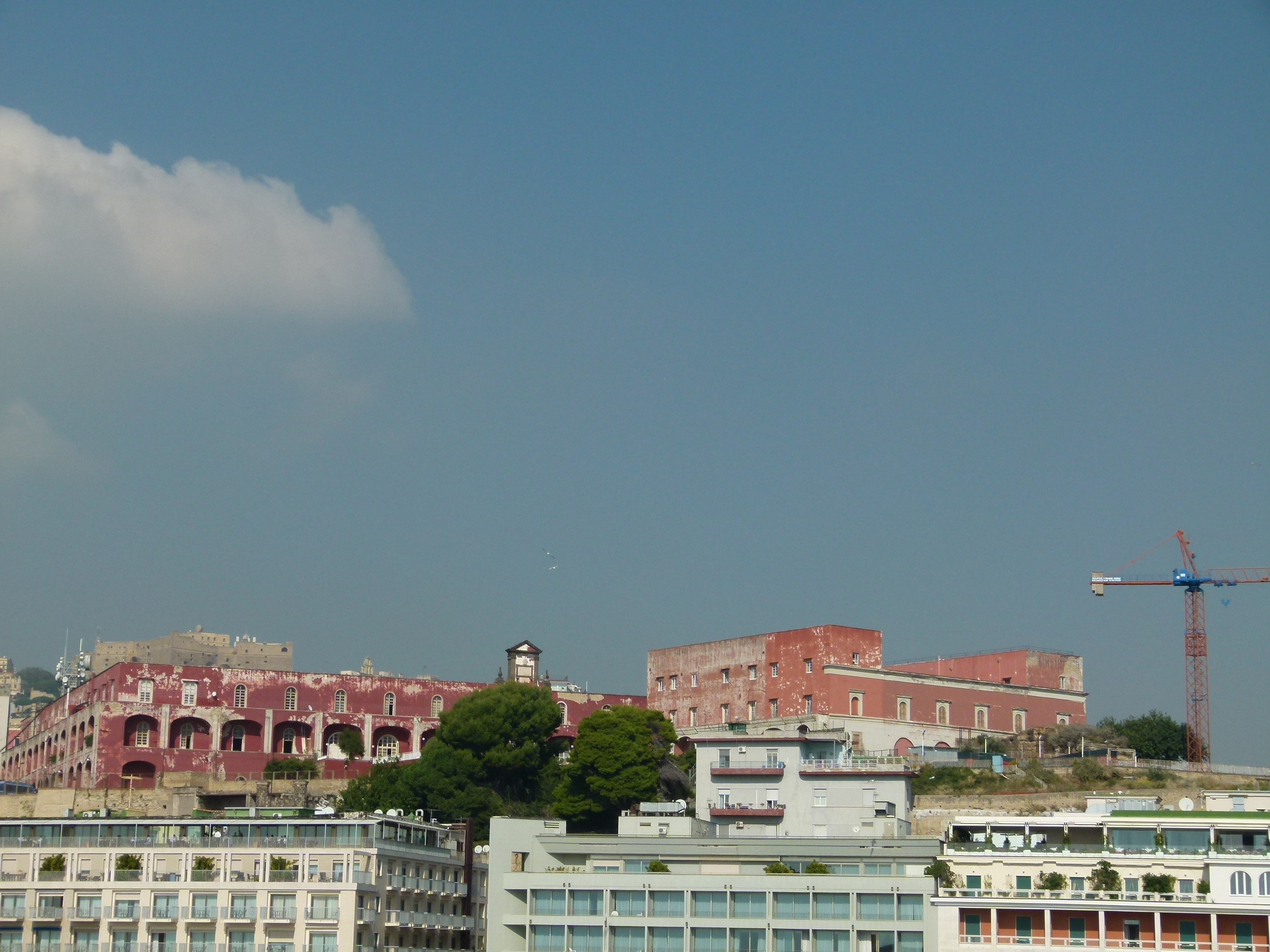
Le point de vue du Monte Echia avec le Grand Quartie de Pizzofalcone à gauche et le Palazzo Carafa di Santa Severina à droite.

Le site archéologique de Monte Echia est caractérisé par quelques vestiges de la grande Villa de Licinius Lucullus. À côté de ceklle-ci se trouve un magnifique point de vue qui offre l'une des vues les plus belles et les plus caractéristiques de Naples et de son golfe. L'horizon s'étend sur  360°, depuis la colline de Capodimonte au nord, jusqu'au Vésuve à l'est, jusqu'à la péninsule de Sorrente et Capri au sud et jusqu'à Pausillipe à l'ouest. 
Dans le cadre de ces travaux, l'ascensore del Monte Echia (it) permet une connexion rapide avec Borgo Santa Lucia et Borgo Marinari. Actuellement, cette connexion est garantie par les rampe di Pizzofalcone (it), le long desquelles on voit la Villa Ebe, œuvre de l'architecte napolitain d'origine écossaise Lamont Young.
Derrière le belvédère, dans la partie orientale du Mont Echia, se trouvent le palazzo Carafa di Santa Severina et l'église de l'Immacolatella a Pizzofalcone, les premiers établissements urbains de la région, datant du début du XVIe siècle. L'autre bâtiment, du côté sud-ouest, est le Gran Quartiere di Pizzofalcone (it), actuellement la caserne de la Polizia di Stato Ninio Bixio , construite, à l'époque espagnole, en même temps que la militarisation de la colline Pizzofalcone.

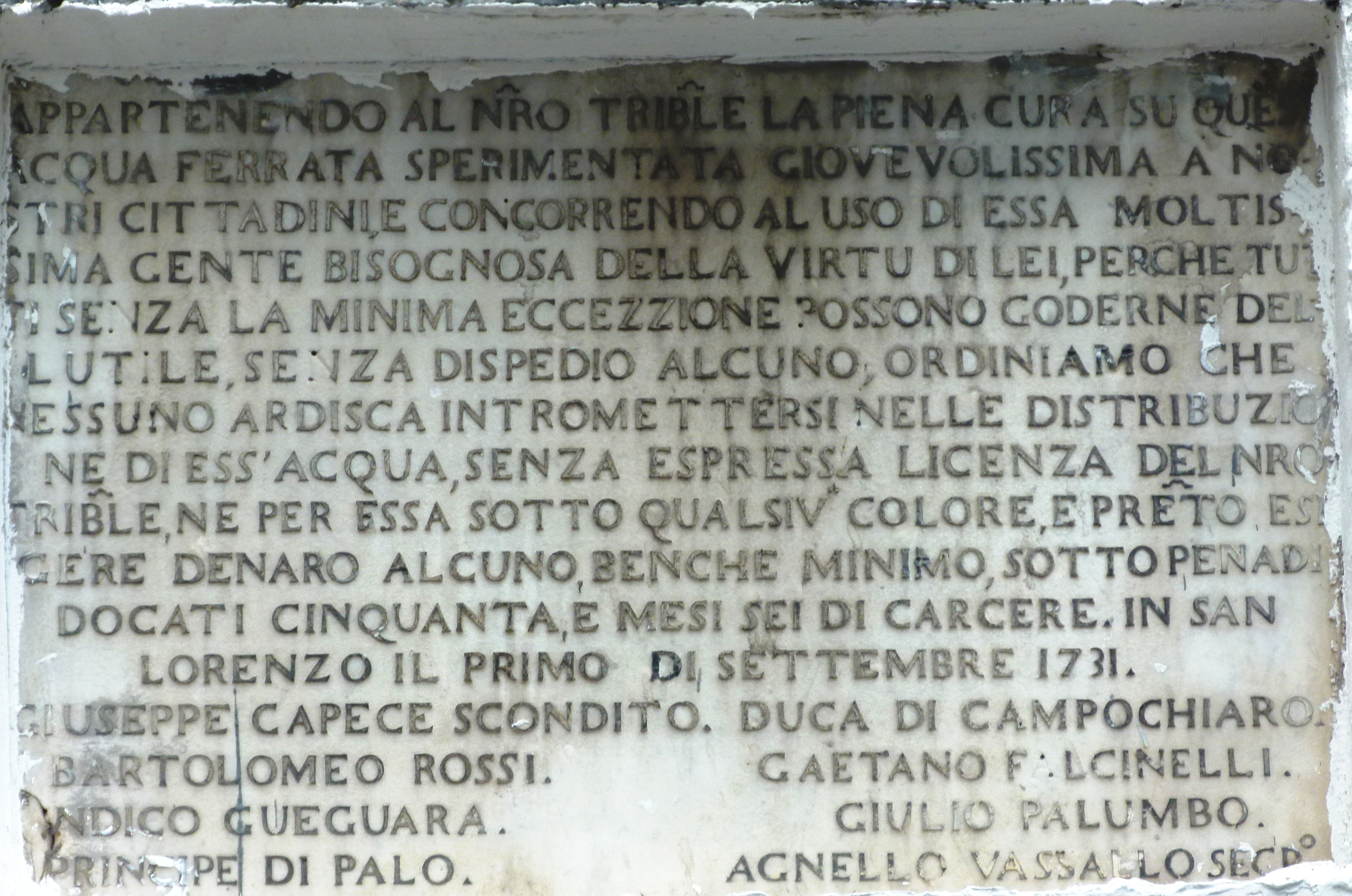
Plaque de l'édit faisant don de la fontaine d'eau ferraugineuse à la ville, 1731, Via Chiatamone.

La source d'eau volcanique bicarbonate-alcaline-ferrugineuse, autrefois connue par les Napolitains sous le nom d'acqua zuffregna ou acqua ferrata, prend sa source sur cette montagne. Du nom des amphores (mummarelle) utilisées pour être collectées et vendues aux banques de la ville, cette eau était aussi appelée acqua di mummare.
La fontaine a été fermée au début des années 1970 en raison des craintes de contamination par l'épidémie de choléra, pour être ensuite restituée aux Napolitains, après 27 ans et de nombreux contrôles, à travers quatre fontaines situées sur la Via Riccardo Filangieri di Candida Gonzaga, près du Palais Royal. Une autre fontaine, offerte en 1731 au village de Borgo Santa Lucia, située via Chiatamone, est toujours fermée.

## Galerie

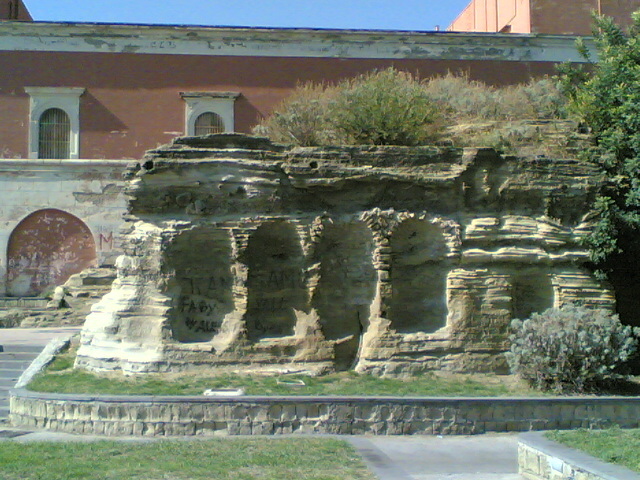
La villa Lucullus.
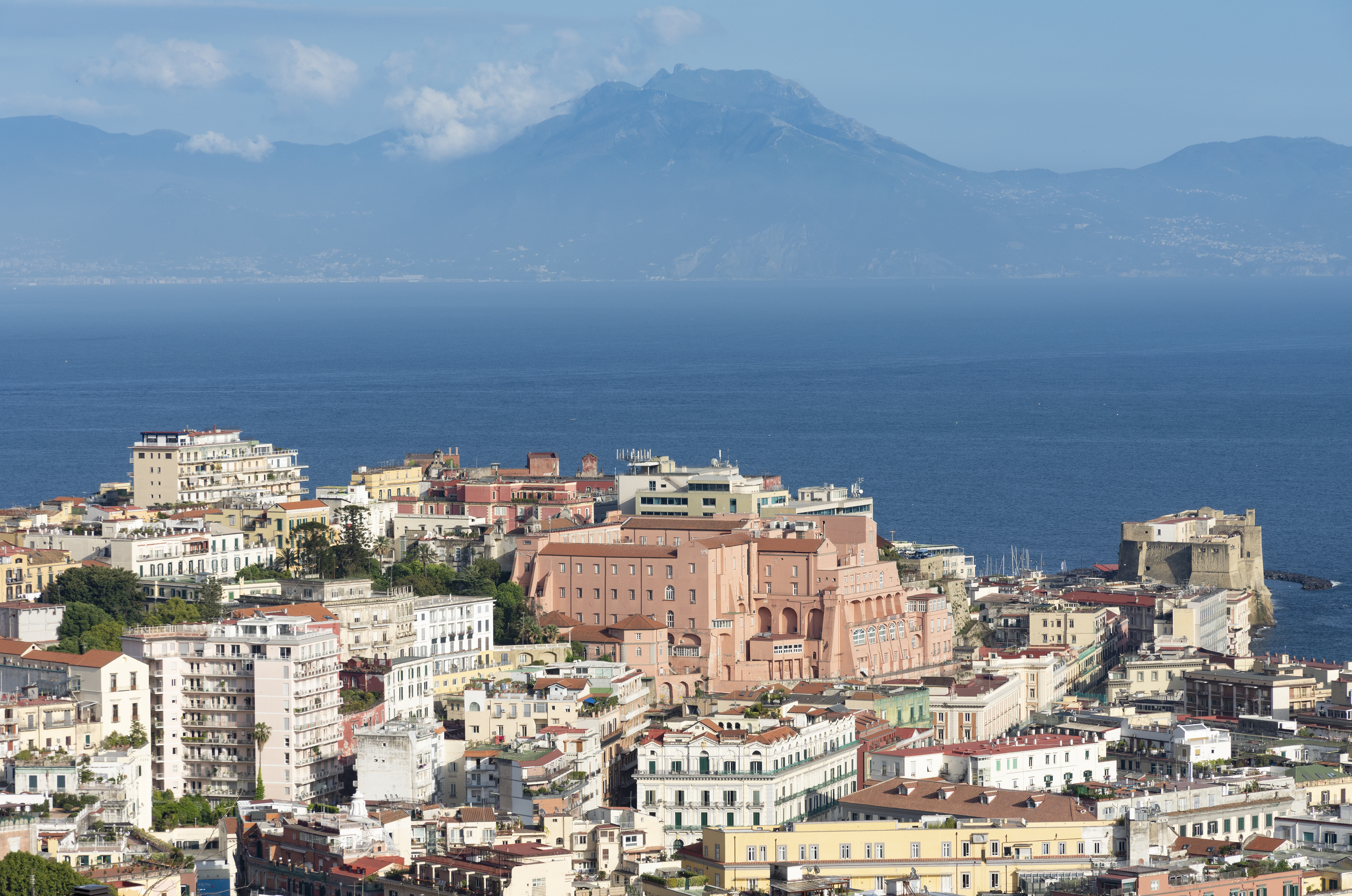
Pizzofalcone.